# Kot Manx
Kot Manx – rasa kota. Jej charakterystyczną cechą jest brak ogona lub ogon szczątkowy.

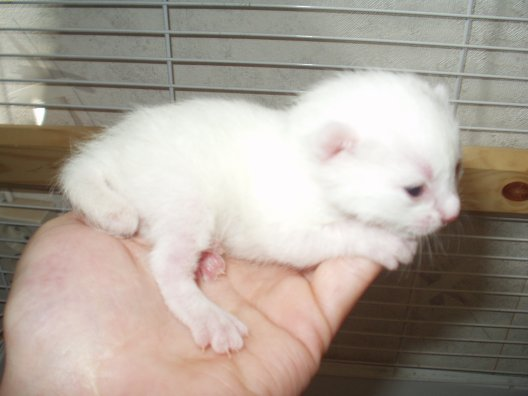
Tygodniowa kotka Manx.

## Wygląd
Średniej wielkości, masywne koty, mocny szkielet, łapy przednie krótsze od tylnych przez to zwierzę przybiera pozycję nieco podobną do królika. Mogą być krótko lub długowłose we wszystkich umaszczeniach. Samce ważą 4,5-5,5 kg, samice 3,5-4,5. Ogon może przybrać różne formy: całkowity brak ogona, lekka wypukłość kości krzyżowej, krótki ogon.

## Historia
Rasa powstała na wyspie Man (między Anglią, a Irlandią), najprawdopodobniej w wyniku przypadkowej mutacji genetycznej.

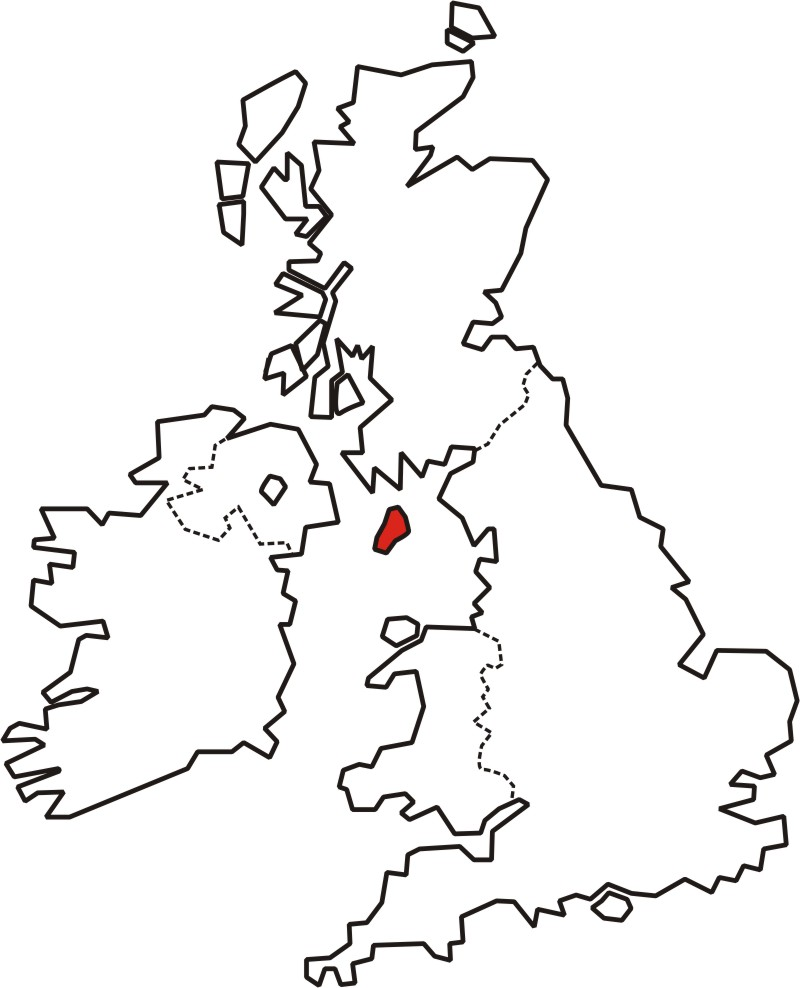
Wyspa Man

O powstaniu rasy istnieje wiele legend. Jedna mówi, że „praprzodek” Manks był czymś zajęty, gdy biblijny Noe zapraszał zwierzęta na Arkę. Kot zorientował się dopiero w ostatniej chwili i gdy pośpiesznie wbiegł na pokład, Noe przez nieuwagę przyciął mu wrotami ogon. Jego potomkowie rodzili się więc bez ogona. Zdaniem innej na zatopionym w XVI w. galeonie znajdowały się czarne bezogoniaste koty, które dotarły do Wyspy Man i tam się rozmnażały.

## Charakter
Koty spokojne, przyjazne, mocno przywiązują się do opiekuna. Można je nauczyć wykonywania prostych czynności oraz reagowania na komendy. Są bardzo terytorialne, dzięki czemu wykazują skłonności do pilnowania domu. W przeciwieństwie do kotów bezrasowych nie boją się wody i lubią jazdę samochodem. Często polują na myszy, lecz mimo to tolerują inne małe zwierzęta domowe. Najlepiej czują się w spokojnym, cichym towarzystwie.

## W kulturze popularnej
Zespół Varius Manx zapożyczył swą nazwę od rasy Manx. W czerwcu 2018 roku zespół wraz z Kasią Stankiewicz zaprezentował singiel zatytułowany „Kot bez ogona”.